# Mobile Suit Gundam Seed
Mobile Suit Gundam Seed (lub Gundam Seed, jap.: 機動戦士ガンダムSeed; Kidou Senshi Gundam Seed) – telewizyjny serial anime z gatunku mecha. Jest to kolejna produkcja z długiego ciągu Gundamów, rozpoczętego w 1979, ale akcja rozgrywa się w alternatywnej rzeczywistości określanej jako Cosmic Era (Era Kosmiczna). Serial składa się z 50 odcinków, nadawanych przez stację JNN między 5 października 2002 a 27 września 2003.

## Tematyka i reakcje
Serial został wyreżyserowany przez Mitsuo Fukuda (Future GPX Cyber Formula i Gear Fighter Dendoh) i jest pierwszą produkcją osadzoną w świecie Ery Kosmicznej. Akcja rozpoczyna się w czasie Wojny Krwawych Walentynek (Bloody Valentine War) między Ziemią i koloniami. Wojna przypomina Jednoroczną Wojnę (One Year War) z oryginalnej serii Gundam, z dodatkowymi elementami zaczerpniętymi z New Mobile Report Gundam Wing i After War Gundam X. Po jednej stronie występuje Sojusz Ziemski, po drugiej kolonie kosmiczne z ZAFT (Zodiac Alliance of Freedom Treaty). Ludzkość jest podzielona z powodu inżynierii genetycznej. Zwykli ludzie są określani jako "Naturalni", podczas gdy zmodyfikowani są znani jako "Koordynatorzy". Podobnie jak w oryginalnej serii, ZAFT jako pierwszy wprowadził kombinezony bojowe (mobile suit). Sojusz Ziemski szybko nadrabia straty produkując pięć prototypowych Gundamów. Po tym, jak ZAFT kradnie cztery z nich, młody Kira Yamato przez przypadek zaczyna pilotować Strike Gundam (piąty z prototypów) i jest zmuszony walczyć ze swoim dawnym przyjacielem Athrunem Zalą. Żaden z nich nie przypuszcza, że siły stojące za wybuchem wojny doprowadzą do niewyobrażalnej eskalacji.
Serial był bardzo dobrze przyjęty i wywarł znaczny wpływ na społeczność otaku w Japonii i poza nią. Część głównych bohaterów wciąż znajduje się na czele listy ulubionych postaci magazynu Newtype, a artykuły związane z serią sprzedały się w dużych nakładach.
W założeniach serial miał być światem Universal Century (w którym rozgrywała się akcja oryginalnej serii Gundam) odświeżonym dla nowego pokolenia fanów. Z tego powodu między oboma seriami jest wiele podobieństw. Aby dopasować się do oczekiwań współczesnych nastolatków, historia mocno koncentruje się na stosunkach między bohaterami, co skutkuje przedstawieniem wielopoziomowych i romantycznych przyjaźni. Głównym wątkiem historii jest traumatyczna przyjaźń Kiry i Athruna. Wielu fanów doceniło też staroświecki romans między pilotem Mu i kapitan Murrue. Dodatkowo, w serii występuje prawdziwy czarny charakter, Rau Le Creuset. W wielu seriach Gundam brakowało postaci tak jednoznacznie złej. Styl animacji również został uwspółcześniony, co oznaczało jasne kolory, duże oczy, małe usta i nosy oraz niezwykłe kolory włosów i oryginalne fryzury. Główni bohaterowie są w znacznej części bardzo młodzi, co wiąże się z wiekiem docelowej grupy animowanych serii Gundam.
Jednym z głównych tematów poruszanych przez Gundam Seed jest natura niekończącego się cyklu wojen. Ten wątek powraca kilkakrotnie i w różnych ujęciach. Może być sprowadzony do tego, że osiągnięcie pokoju nie jest możliwe, dopóki na śmierć odpowiada się śmiercią, a za jedyne możliwe zakończenie konfliktu jest uważane zniszczenie przeciwnika. Uwzględnienie w fabule problemów takich jak rasizm i dążenie do ludobójstwa dodatkowo uwspółcześniło serial i dostarczyło materiału do komentarzy społecznych i przemyśleń. Genetycznie zmodyfikowani Koordynatorzy stanowią wizję przyszłości w świecie zaangażowanym obecnie w dyskusje nad żywnością modyfikowaną genetycznie i klonowaniem.
Stopień zbieżności między Gundam Seed i oryginalną serią Gundam wzbudził wiele kontrowersji w środowisku fanów. Część z nich krytykowała skupienie się na relacjach między bohaterami kosztem szerszego obrazu wojny oraz styl animacji, bardziej poszarpany niż we wcześniejszych seriach. Inni z kolei docenili zaadaptowanie tradycyjnych wątków i ich rozwinięcie w nowych kierunkach.

## Fabuła
Akcja rozpoczyna się w roku CE 71, jedenaście miesięcy po rozpoczęciu wojny między Sojuszem Ziemskim i ZAFT, wywołanej przez użycie broni jądrowej przeciwko kolonii Junius 7 (Krwawe Walentynki). Wydzielony oddział ZAFT przenika do kolonii Heliopolis, należącej do neutralnej Republiki Orb, z zadaniem przejęcia budowanych tam w tajemnicy prototypowych kombinezonów bojowych (mobile suit lub mobil) Sojuszu Ziemskiego. W trakcie walki na terenie kolonii młody student Kira Yamato trafia przez przypadek do kokpitu GAT-X105 Strike, uruchomionego przez oficera Sojuszu (Murrue Ramius). Pozostałe cztery maszyny zostają przejęte przez ZAFT, jedną z nich pilotuje przyjaciel Kiry z dzieciństwa, Athrun Zala. Pod wpływem strachu i troski o przyjaciół Kira pilotuje Strike'a, dzięki swoim zdolnościom Koordynatora zmieniając system operacyjny. ZAFT wycofuje się chwilowo po pojawieniu się Archangela, okrętu wojennego nowej klasy, którego dywersantom nie udało się zniszczyć w stoczni. Do załogi dołącza również porucznik Mu La Flaga, którego mobile armor zostało uszkodzone. Murrue Ramius przejmuje dowództwo Archangela, z Natarle Badgiruel jako pierwszym oficerem. Kira początkowo odmawia ponownej walki, jednak ostatecznie siada za sterami mobila, podejmując się ochrony okrętu i znajdujących się na jego pokładzie ludzi. Późniejsza walka z ZAFTem doprowadza do zniszczenia Heliopolis. Archangel stara się dotrzeć do głównych sił Sojuszu Ziemskiego, cały czas ścigany przez oddział pod dowództwem Rau Le Creuset. Kira jest zmuszony walczyć ze swoim przyjacielem, pilotującym skradzionego GAT-X303 Aegis. Athrun kilkakrotnie stara się przekonać Kirę do dołączenia do ZAFTu (jako jedynej właściwej opcji dla Koordynatora), ale ten wciąż odmawia, czując się odpowiedzialny za załogę Archangela.
Przez zbieg okoliczności załoga Archangela ratuje popularną piosenkarkę Lacus Clyne (córkę przewodniczącego PLANT i narzeczoną Athrana). Natarle Badgiruel używa jej jako zakładnika, by przerwać walkę, w której ginie Wiceminister Spraw Zagranicznych Spojuszu George Allster. Kira, który się z nią zaprzyjaźnił i jest oburzony wykorzystaniem jej jako zakładnika, zwraca Lacus Athrunowi. Flay Allster, dyskryminująca Kirę za to, że jest Koordynatorem, po śmierci ojca oskarża go o brak zaangażowania w walce. Później przeprasza i udaje w stosunku do niego uczucie, wierząc że skłoni go w ten sposób do lepszej walki i zniszczenia wszystkich Koordynatorów. Gdy Archangel spotyka wreszcie 8. Flotę Sojuszu Ziemskiego, Flay zaciąga się do wojska. Za jej przykładem idą pozostali studenci z Heliopolis, a ostatecznie także Kira. Siły ZAFT niszczą 8. Flotę, osłaniającą Archangela podczas wejścia w atmosferę ziemską (celem okrętu jest baza Sojuszu na Alasce). Okręt ląduje w północnej Afryce, na terytorium kontrolowanym przez siły ZAFT pod dowództwem Andrew Waltfelda, nazywanego też Tygrysem Pustyni.
W Afryce Archangel sprzymierza się z grupą ruchu oporu o nazwie Pustynny Świt (Desert Dawn). W jej składzie znajduje się Cagalli, którą Kira spotkał w czasie ataku na Heliopolis. Podczas wyprawy do miasta po zapasy Kira i Cagalli spotykają Andrew Waltfielda. Kira nieświadomie ratuje mu życie w czasie ataku ekstremistów z organizacji Niebieski Kosmos (Blue Cosmos) i oboje trafiają do rezydencji Tygrysa Pustyni. Waltfield identyfikuje Kirę jako Koordynatora i pilota Strike'a, ale ostatecznie puszcza gości wolno. Archangel wraz z Pustynnym Świtem przypuszczają atak na główne siły Tygrysa i pokonują go, otwierając sobie drogą na Morze Czerwone.
Na Oceanie Indyjskim Archangel jest ponownie zaatakowany przez siły ZAFT, w tym przez dowodzony przez Athrana Zalę oddział skradzionych z Heliopolis mobili. Ciężko uszkodzony okręt trafia do Orb, gdzie jest w tajemnicy naprawiony. W zamian za to wsparcie Kira pomaga rozwinąć system operacyjny dla mobili Orb, dostosowany do pilotów, którzy są Naturalni. Zaraz po opuszczeniu wód terytorialnych Orb Archangel jest zaatakowany przez oddział Athrana. W zaciętej bitwie Kira niszczy GAT-X207 Blitz, zabijając jego pilota (Nicol Amarfi). Athrun, zraniony śmiercią przyjaciela, jest zdeterminowany zabić Kirę. Przy następnym spotkaniu unieruchamia Strike'a i włącza urządzenie autodestrukcji w Aegisie. Pilot Buster Gundam Dearka Elsman dostaje się do niewoli. Ranny Athrun został znaleziony przez siły Orb i po rozmowie z Cagalli przekazany ZAFTowi. Kira zostaje uznany za zaginionego w akcji, ale w rzeczywistości trafia do PLANT pod opiekę Lacus Clyne.
Archangel po stracie Strike'a i myśliwca Sky Grasper pilotowanego przez Tolle Koeniga dociera do JOSH-A na Alasce (kwatera główna Sojuszu Ziemskiego). Flay, Mu La Flaga i Natarle Badgiruel zostają przeniesieni, a okręt jest włączony do sił obronnych Alaski. Gdy ZAFT rozpoczyna Operację Spitbreak, okazuje się, że jej celem jest JOSH-A, a nie jak przypuszczano Panama. Mu La Flaga wraca na Archangela z informacją o planowanej autodestrukcji bazy, mającej na celu zniszczenie większej części sił ZAFT. Powoduje to decyzję o opuszczeniu bitwy, jednakże okręt zostałby zniszczony gdyby nie interwencja Kiry w skradzionym przy pomocy Lacus mobilu ZAFT ZGMF-X10A Freedom. Po wydarzeniach na Alasce Archangel opuszcza Sojusz Ziemski i udaje się do Orb.
W koloniach, Lacus Clyne i jej ojciec, były Przewodniczący PLANT, zostają uznani za zdrajców i są ścigani na rozkaz obecnego Przewodniczącego, Patrica Zala (ojca Athrana). Partic Zala powierza Athranowi nowy mobil ZGMF-X09A Justice i wysyła go z misją odzyskania lub zniszczenia Freedom. Przed odlotem Athran spotyka się z Lacus, która kwestionuje jego motywy do udziału w wojnie.
Orb odmawia udziału w wojnie po stronie Sojuszu Ziemskiego, chcąc zachować swoją tradycyjna neutralność. Sojusz uznaje odmowę za wystarczający powód do ataku. Archangel włącza się do walki w obronie Orb, otrzymując nieoczekiwane wsparcie w postaci Justice pilotowanego przez Athrana. Kira i Athrun rozmawiają następnie, po raz pierwszy od dawna nie spotykając się jako wrogowie. W trakcie następnego ataku sił ziemskich Uzumi Nara Athha(przywódca Orb i ojciec Cagalli) poświęca swoje życie, umożliwiając ucieczkę pozostałym siłom i niszcząc prawdziwy cel napastników: mass diver Orb. Żegnając się z Cagalli, daje jej zdjęcie jej i Kiry jako niemowląt, twierdząc że są oni rodzeństwem.
Athrun, wciąż niezdecydowany, wraca do PLANT by poznać prawdziwe poglądy swojego ojca. Lacus stara się wykorzystać swój wizerunek do zmiany nastawienia społeczeństwa wobec wojny, ale nie odnosi znacznych sukcesów. Przewodniczący Zala, rozgniewany niesubordynacją syna, strzela do niego i każe go aresztować. Athrun ucieka z pomocą Frakcji Clyne i dołącza do Lacus na skradzionym okręcie Eternal, dowodzonym przez Andrew Waltfielda.
Archangel, Eternal i okręt Orb Kusanagi znajdują schronienie w opuszczonej kolonii Mendel. Zostają zaatakowani przez Dominion, siostrzany okręt Sojuszu dowodzony przez Nataru Bajiryu, która kiedyś była oficerem na Archangel'u. Podczas bitwy Kira dowiaduje się od Rau Le Creuset, że jest Ostatecznym Koordynatorem, efektem eksperymentu ze sztucznym łonem, a jego prawdziwymi rodzicami byli genetycy Ulen i Via Hibiki. Cagalli rzeczywiście jest jego urodzoną naturalnie siostrą. W tym samym czasie Mu La Flaga odkrywa, że Rau Le Creuset jest klonem jego ojca. Rau Le Creuset przekazuje Sojuszowi Ziemskiemu za pomocą Flay Allster dane urządzenia pozwalającego wykorzystać broń jądrową (Neutron Jammer Canceller).
Sojusz Ziemski, kontrolowany przez ekstremistyczny Niebieski Kosmos, przypuszcza atak jądrowy na PLANT. Zostaje on powstrzymany przez Freedom i Justice. Archangel, Eternal i Kusanagi wdają się w bitwę z siłami ziemskimi, broniąc się jednocześnie przed atakami ZAFTu. Partic Zala ujawnia najnowszą broń stworzoną przez Koordynatorów (Genesis – ogromne działo promieni gamma), niszcząc bazę Sojuszu na Księżycu. Aby zapobiec użycia Genesis przeciwko Ziemi, siły ziemskie ponawiają atak. Mu La Flaga (jak się zdaje) ginie osłaniając Archangela przed atakiem Dominion, który z kolei zostaje całkowicie zniszczony przez swój siostrzany okręt. Kira po długim pojedynku pokonuje Rau Le Creuset. Asran detonuje Justice, niszcząc Genesis i zapobiegając zniszczeniu większej części Ziemi. Po śmierci Przewodniczącego Zali władzę w PLANT przejmuje frakcja umiarkowana, która doprowadza do zawieszenia broni.

## Adaptacje
Trzyczęściowa kompilacja serii telewizyjnej została wydana jako Gundam Seed: Special Edition. W Stanach Zjednoczonych wydawnictwo Del Rey Manga opublikowało anglojęzyczną mangę autorstwa Masatsugu Iwase, wydaną także w Singapurze przez Chuang Yi. Manga Gundam Seed Astray, z akcją rozgrywającą się w tym samym świecie, została wydana w USA przez Tokyopop. Adaptacja serialu, autorstwa Mizuho Takayama, była początkowo wydawana przez Comic BomBom.
Serial został również zaadaptowany jako seria powieści napisanych przez Riu Koto i opublikowanych przez Kadokawa Shoten.
Wydawana w czasie edycji serialu manga Mobile Suit Gundam Seed Astray (hisrotia poboczna w stosunku do Gundam Seed) okazała się na tyle popularna, że powstały dwie dodatkowe serie: Mobile Suit Gundam Seed Astray R i Mobile Suit Gundam Seed X Astray.
Sequel serii Mobile Suit Gundam Seed Destiny był emitowany w Japonii w 2004 i 2005. Trzecia seria Gundam Seed, nosząca tytuł Gundam Seed C.E. 73: Stargazer zakończyła trylogię w 2006 i 2007. Jest to OVA przedstawiająca historię poboczną w stosunku go Gundam Seed Destiny.

## Obsada
Charakterystyczną cechą serii jest to, że w przypadku większości bohaterów, także drugoplanowych, głosów użyczali doświadczeni i znani seiyū. Podobnie było w przypadku sequela, Gundam Seed Destiny.
- Athrun Zala – Akira Ishida
- Cagalli Yula Athha – Naomi Shindou
- Clotho Buer – Hiro Yuuki
- Dearka Elsman, Martin DaCosta – Akira Sasanuma
- Ezalia Jule, Haro, Murrue Ramius – Kotono Mitsuishi
- Flay Allster, Natarle Badgiruel – Houko Kuwashima
- Kira Yamato – Sōichirō Hoshi
- Lacus Clyne – Rie Tanaka
- Miguel Aiman – Takanori Nishikawa (T.M. Revolution)
- Mu La Flaga – Takehito Koyasu
- Nicol Amarfi – Mami Matsui/Romi Paku (Special Edition)
- Orga Sabnak – Joshida Ryohei
- Rau Le Creuset – Toshihiko Seki
- Shani Andras – Shun’ichi Miyamoto
- Yzak Jule – Tomokazu Seki
- Andrew Waltfeld – Ryōtarō Okiayu
- Aisha – Vivian Hsu/ Fumi Hirano (Special Edition)
- Muruta Azrael – Nobuyuki Hiyama
- Tolle Koenig – Takayuki Inoue
- Arnold Neumann, Ledonir Kisaka – Isshin Chiba
- Kuzzey Buskirk, Romero Pal – Yasuhiro Takato
- Patrick Zala – Kinryu Arimoto
- Miriallia Haw – Megumi Toyoguchi
- Sai Argyle – Tetsu Shiratori
- Kompozytor – Toshihiko Sahashi

## Tematy muzyczne i piosenki
Otwarcie
- INVOKE T.M.Revolution (od. 1-13)
- moment Vivian or Kazuma (od. 14-26)
- Believe Nami Tamaki (od. 27-40)
- Realize Nami Tamaki (od. 41-50)
- 鳴動之宇宙 (OVA)

Zakończenie
- Anna ni Issho Datta no ni (あんなに一緒だったのに; Jesteśmy razem, ale) See-Saw (od. 1-26)
- RIVER Tatsuya Ishii (od. 27-39)
- FIND THE WAY Mika Nakashima (od. 40-50)

Pozostałe
- Akatsuki no Kuruma (暁の車; Koła świtu) FictionJunction YUUKA (od. 24, 32, 40)
- Anna ni Issho Datta no ni (Jesteśmy razem, ale) See-Saw (od. 28)
- Meteor T.M. Revolution (od. 26, 29, 35, 47)
- Mizu no Akashi (水の証; Znak wody) Rie Tanaka (w wersji angielskiej Jillian Michaels) (od. 36 & 41)
- Shizuka na Yoru ni (静かな夜に; Podczas cichej nocy) Rie Tanaka (w wersji angielskiej Jillian Michaels) (od. 7-9, 14, 20)
- FIND THE WAY Mika Nakashima (od. 46)